# Pseudogaudryinidae
Pseudogaudryinidae es una familia de foraminíferos bentónicos de la superfamilia Eggerelloidea, del suborden Textulariina y del orden Textulariida. Su rango cronoestratigráfico abarca desde el Cretácico superior hasta la Actualidad.

## Clasificación
Pseudogaudryinidae incluye a las siguientes subfamilias y géneros:
- Subfamilia Pseudogaudryininae
  - Clavulinoides †
  - Clavulinopsis †
  - Connemarella †
  - Hemlebenia †
  - Migros
  - Paragaudryinella †
  - Pseudoclavulina †
  - Pseudogaudryina
  - Valvoreussella †
- Subfamilia Siphoniferoidinae
  - Plotnikovina
  - Siphoniferoides

Otro género inicialmente asignado a Pseudogaudryinidae y actualmente clasificado en otra familia es:
- Paramigros † de la Subfamilia Pseudogaudryininae, ahora en la Familia Verneuilinidae